# Joseph Defermon des Chapelières
Pour les articles homonymes, voir Defermon.
Joseph, comte Defermon des Chapelières, est un homme politique français né le 4 juillet 1800 à Paris et décédé le 1er avril 1884 à Paris.

## Biographie
Fils de Jacques Defermon, frère de Jacques Defermon des Chapelières, député d'Ille-et-Vilaine, il est officier d'artillerie et est élu député de la Loire-Atlantique de 1831 à 1834, siégeant dans la majorité soutenant la Monarchie de Juillet.
Chef d'escadron à l'état-major général du commandant supérieur des gardes nationales de la Seine, il est fait chevalier de la Légion d'honneur le 23 septembre 1845.

## Sources
- « Joseph Defermon des Chapelières », dans Adolphe Robert et Gaston Cougny, Dictionnaire des parlementaires français, Edgar Bourloton, 1889-1891 [détail de l’édition]